# Трећи сремски партизански одред
Трећи сремски народноослободилачки партизански одред био је партизански одред који је од септембра 1942. до марта 1943. дејствовао у Срему и источној Босни. Формиран је реорганизацијом партизанских одреда који су дејствовали у Срему — Фрушкогорског, Подунавског и Посавског одреда. У почетку је имао три батаљона и једну самосталну чету, са око 700 бораца. Први командант одреда био је Станко Лужајић Милан, а политички комесар Лука Мркшић.
Након формирања водио је борбе против домобранско-усташких и немачких јединица на Фрушкој гори, као и у источном делу Срема и Босутским шумама. Почетком новембра 1942, заједно са Шестом источнобосанском бригадом, главнина Одреда се преко Саве пребацила у источну Босну, а у Срему је остао само Четврти батаљон, од кога је касније формиран Сремски партизански одред. Након преласка у Босну, главнина Одреда је учествовала у борбама против четника на Мајевици, разбијању усташке посаде у Лопарама и уништењу четничке групе у Малешевцима, половином новембра. Током децембра 1942. и јануара 1943, Одред је боравио у Бирачу, а крајем јануара се вратио на Мајевицу и наставио борбу против четника.
Услед прилива нових бораца из Срема, главнина Одреда је марта 1943. преформирана у Групу војвођанских ударних батаљона, од које су у току априла 1943. формиране Прва и Друга војвођанска бригада. Четврти батаљон Одреда, који је остао да дејствује у Срему, услед сталног прилива нових бораца је 1. марта 1943. преформиран у Сремски партизански одред, који је 19. јула 1943. подељен на два одреда — Први и Други сремски одред.
Одред је био познат под називима — Сремски партизански одред, како је називан у источној Босни и Трећи НОП одред Треће оперативне зоне Хрватске, како је гласио његов званични назив, пошто се подручје Срема од маја 1942. до јула 1943. налазило под комадом Штаба треће оперативне зоне Главног штаба НОВ и ПО Хрватске.

## Формирање Одреда
У лето 1942. у Срему су дејствовала три партизанска одреда — Фрушкогорски, Подунавски и Посавски и Босутска чета, који су вршили сталне нападе на мања непријатељска упоришта, постављали заседе, уништавали телекомуникационе објекте, отежавали саобраћај на пругама и др. Посебна активност током лета била им је „битка за жетву” односно уништавање летине, која би служила окупатору. У непрекидним акцијама спаљено је око 120 вагона жита и уништено око 80 вршалица, углавном на имањима домаћих Немаца (фолксдојчера). Ове акције знатно су угрозиле усташко-немачку власт у Срему, због чега је у августу 1942. покренута велика немачко-усташка офанзива на Фрушку гору, са циљем уништења главнине партизанских снага. Упредо са офанзивом, покренута је акција терора над становништвом, са циљем да се одвоји од Народноослободилачког покрета (НОП) и престане да пружа подршку партизанима. Током акције Виктора Томића, специјалног опуномоћеника Анте Павелића, поглавника НДХ, убијено је и нестало око 6.000 људи, а ухапшено је и прогоњено преко 10.000 лица.
У до тада највећој операцији у окупираној Војводини, немачке и усташко-домобранске снаге, сврстане у борбену групу „Баровски” јачине 17.000 људи, уз помоћ мађарске флотиле, која је блокирала прелазе преко Дунава, од 24. до 31. августа 1942. извршиле су концентричан напад на Фрушку гору. Након краткотрајних борби, партизанске снаге успеле су да се уз значјане губитке, од 60 мртвих и 9 рањених бораца, извуку из обруча, а током борби су страдали командант и политички комесар Штаба НОП одреда Срема.
Јануара 1942, након поновног успостављања везе са Окружним комитетом КПЈ за Срем, Врховни штаб НОП и ДВ Југославије сугерисао је да се због лоших веза са Босном и Београдом, у војном-политичком смислу привремено повежу са Главним штабом НОП одреда Хрватске. Ова директива била је упућена и Главном штабу за Хрватску, па је приликом формирања оперативних зона, Срем заједно са Славонијом укуљчен у састав Треће оперативне зоне, чији је Штаб формиран маја 1942. године. Услед лоших веза, контакт са Штабом Треће оперативне зоне, успостављен је тек августа 1942, а до тада је Штаб НОП одреда Срема деловао самостално. На основу наредбе Штаба Треће оперативне зоне Хрватске, почетком септембра 1942. извршена је реорганизација партизанских одреда у Срему, па су од дотадашња три одреда формирана три батаљона, који су заједно са Босутском партизанском четом, ушли у састав тада формираног Трећег одреда Треће оперативне зоне, чиме су све партизанске јединице у Срему обједињене под једну команду, с обзиром да је у непријатељској офанзиви био уништен Штаб НОП одреда Срема. Штаб новоформираног Одреда сачињавали су — командант Станко Лужајић Милан, заменик команданта Срета Савић Коља, политички комесар Лука Мркшић Миша и заменик политичког комесара  Стеван Јовичић Максим.
Дотадашњи Фрушкогорски одред постао је Први (фрушкогорски) батаљон, који је у свом саставу имао четири чете, а Штаб батаљона су сачињавали — командант Марко Перичин Камењар, заменик команданта Ђорђе Бикицки Ројник, политички комесар Слободан Бајић Паја и заменик политичког комесара Драган Дикић Вања. Подунавски одред је постао Други (подунавски) батаљон, са такође четири чете, а његов Штаб су сачињавали — командант Дамјан Петковић Велики, заменик команданта Небојша Нешић, политички комесар Јован Бељански Лала и заменик политичког комесара Ђорђе Бошковић Бата. Посавски одред је постао Трећи (посавски) батаљон са три чете и Ударним водом, а његов Штаб су сачињавали — командант Илија Богдановић Чича, заменик команданта Милан Степановић Матроз, политички комесар Бранко Пешић Бели и заменик политичког комесара Милан Веселиновић Феђа.
Након успостављања везе са Шестом источнобосанском ударном бригадом, која је из источне Босне прешла у Срем, донета је одлука Окружног комитета КПЈ за Срем да се главнина Одреда, заједно са бригадом, пребаци у источну Босну, где су постојали бољи услови за борбу, посебно у току зиме, с обзиром да је партизански рат у равници био готово немогућ у зимским условима. Непосредно пред одлазак у Босну, крајем октобра 1942. извршена је нова реорганизација Одреда — Први (фрушкогорски) и Други (подунавски) батаљон, јачине 399 наоружаних и 42 ненаоружана борца, остали су у саставу главнине Одереда; Трећи (посавски) батаљон, јачине 210 наоружаних и 49 ненаоружаних бораца, ушао је у састав Шесте источнобосанске бригаде, као њен Четврти (посавски) батаљон; од људства које је било мање способно за напоран марш формиран је Четврти (сремски) батаљон, јачине 193 наоружана и 21 ненаоружан борац. Задатак Четвртог батаљона, у који је укључена до тада саостална Босутска чета, био је да остане у Срему и чини језгро за нове партизанске јединице. Упоредо са реорганизацијом, извршене су и одређене кадровске промене у Штабовима батаљона. Нови Штаб Првог батаљона сачињавали су — командант Милош Зекић, политички комесар Слободан Бајић Паја и заменик политичког комесара Драган Дикић Вања; а нови Штаб Другог батаљона сачивали су — командант Дамјан Петковић Велики, заменик команданта Димитрије Шешеринац Геџа, политички комесар Војислав Живановић Џокеј и заменик политичког комесара Ђорђе Бошковић Бата. Штаб Трећег батаљона је остао исти, као и приликом формирања, а Штаб новоформираног Четвртог батаљона су сачињаваи — командант Марко Перичин Камењар, политички комесар Јован Бељански Лала, заменик команданта Петар Матић Дуле, заменик политичког комесара Стеван Молеров и оперативни официр Гаврило Механџић. У саставу Четвртог батаљона касније је формирана специјална диверзантска група, која је после израсла у Диверзантски батаљон Главног штаба Војводине. Имала је 11 диверзаната, а руководство групе су сачињавали — комадир Милан Зељајић, политички комесар Стеван Петровић Бриле и заменик политичког комесара Милан Корица Ковач.

## Борбе Трећег сремског одреда у Срему

### Борбе током септембра 1942.
Током септембра и октобра 1942. батаљони Трећег сремског одреда наставили су са дејством вршећи нападе на непријатељске посаде и транспорт, као и изводећи диверзије на железничким и друмским комуникацијама. Чете Трећег (посавског) батаљона, који је дејствовао у југоисточном Срему, биле су веома активне — 3. септембра напале су непријатељско упориште у Ашањи; 9. септембра извршиле су напад на домобранску колону на путу Шимановци—Прхово и један камион са домобранима на путу Добринци—Пећинци; 10. септембра напале су усташко-немачку посаду у Пећинцима и спалиле општинску архиву; истог дана извршиле су напад на чету домобрана и усташа у Јакову; 15. септембра напале су непријатељску посаду у Петровчићу и спалиле општинску архиву у Карловчићу; 21. и 28. септембра спалиле су општинску архиву у Угриновцима, а 28. септембра напале жандармеријску посаду у Купинову.
Чете Другог (подунавског) батаљона, који је деловао у североисточном Срему, такође су биле веома активне — 9. септембра извршиле су диверзију на резервоар и водовод у рејону Иришког венца и покидале телефонско-телеграфске линије које су повезивале Ириг са Нерадином и Иришким венцем; 10. септембра напале су домобранску посаду у Парагову, код Сремске Каменице; 14. септембра напале су обезбеђење железничке станице у Голубинцима; у ноћи 22/23. септембра извршиле су напад на стражу код Инђије; у току 22. и 23. септембра спалиле су општинске архиве у Добринцима, Краљевцима и Крњешевцима и посекле телеграфско-телефонске стубове између Ашање, Купинова и Обрежа. У току ноћи 19/20. октобра Прва чета Другог батаљона извршила је напад на посаду од 20 жандарма у Доњим Петровцима. Након ове акције, борци чете су се повукли у суседне Добринце, где су се склонили у подземна склоништа (партизанске базе). Сутрадан 20. октобра око 1.000 немачко-усташких и домобранских војника из Руме блокирало је село и терором вршило притисак на мештане да одају партизане. Упркос притисцима, хапшењима и стрељањима неколико људи, нико од мештана није одао где се налазе партизани, након чега се окупатор повукао из села и са собом повео 20 ухапшених мештана.
Борци Првог (фрушкогорског) батаљона извели су неколико успешних заседа на делове домобранске 4. брдске бригаде и ваздухопловног школског пука, који су скоро читав септембар крстарили по Фрушкој гори. Поред тога, чете овог батаљона су извеле још неколико акција — 5. септембра су разбиле једну жандармеријску патролу; 19. септембра су ослободиле 20 затвореника из старе сремскомитровачке казнионице; 20. септембра су напале и убиле 13 усташа из састава привременог батаљона у рејону Црвеног чота и др. Босутска партизанска чета је 19. септембра напала два вода 6. домобранског пука у рејону Јамене, 25. септембра је уништила једну домобранску патролу недалеко од Босута, а 27. септембра напала вод жандарма и усташа код Сремске Раче.

### Долазак Шесте бригаде у Срем октобра 1942.
У ноћи 5/6. октобра 1942. у Срем је преко Саве прешла главнина Шесте источнобосанске бригаде (Први и Трећи батаљон), док је у источној Босни остао њен Други батаљон. Како су услови за опстанак, попуну и дејства бригаде, била веома тешка, услед успостављања јаких немачких и усташко-домобранских посада и све већег јачања четника, Штаб бригаде се одлучио на прелазак у Срем, где се одмах повезао са борцима Босутске партизанске чете. Борци Шесте бригаде и Босутске чете извршили су 10. октобра напад на домобранске снаге у Врбањи и немачко-усташку посаду у Кузмину, након чега су се повезали са борцима Првог (фрушкогорског) батаљона. Концентрација јачих партизанских снага у овом рејону била је повод за окупатора да изврши концентрацију својих снага и покуша да окружи партизане, након чега су Штаб бригаде и Штаб Првог батаљона донели одлуку да се пребаце на Фрушку гору. Приликом покрета партизанских снага ка Фрушкој гори, 14. октобра 1942. на Филиповом путу, који кроз Босутску шуму води од Јамене до Моровића, дошло је до сукоба са немачким батаљоном из 718. дивизије, јачине 180 људи, који је дошао из правца Јамене. Немци нису очекивали партизане, па је њихова патрола лако уништена, што је унело забуну у редовима њихове претходнице. Ипак главнина немачких снага је убрзо пристигла и запосела канале дуж пута. Тада су Први батаљон Шесте источнобосанске бригаде и главнина Првог (фрушкогорског) батаљона извели јуриш на главнину немачких снага, док су Други батаљон Шесте бригаде и Друга чета Првог (фрушкогорског) батаљона извршили напад на њихову позадину. У жестоким борбама, које су трајале пет сати, немаки батаљон је био разбијен и у деловима се повукао у правцу Јамене. Уз знатне губитке на обе стране, партизани су запленили знатан ратни материјал — читаву комору, једну радио-станицу, два минобацача са 150 мина, четири пушкомитраљеза, већи број пушака и око 10.000 метака.
Након борбе са Немцима, настављен је покрет на Фрушку гору, где су се 18. октобра улогорили у Рохаљ базама и Циганском логору. Исцрпељни борбама, борци из источне Босне, двонедељни боравак у Срему, искористили су за одмор и опоравак. Народ из околних села, а нарочито из Манђелоса, слао им је пуна кола хране. Долазак партизанске бригаде из источне Босне имао је велики политички и војни значај. У то време, у Окружном комитету КПЈ за Срем, који се налазио у Попинцима, водила се расправа око пребацивања партизанских снага у Славонију или источну Босну, пошто је даљи останак јачих партизанских снага у Срему био немогућ, због надолазеће зиме. Како се подручје Срема, према ранијој директиви Врховног штаба НОВ и ПОЈ, налазило под командом Штаба Треће оперативне зоне Хрватске, постојао је предлог да се главнина партизанских снага пребаци у Славонију, али је проблем био што се између Фрушке горе (партизански центар у Срему) и Папука (партизански центар у Салвонији) налазила територија под јаком усташком контролом, па би овакав подухват могао да има нежељене последице. Заједно са Шестом бригадом, у Срем је дошао Угљеша Даниловић, члан Покрајинског комитета КПЈ за БиХ и члан Главног штаба НОП одреда БиХ, који је Окружном комитету за Срем пренео усмену поруку Светозара Вукмановића Темпа, члана Врховног штаба НОВ и ПОЈ, да се од бораца из Срема изврши попуна Шесте источнобосанске бригаде. Пошто је Окружни комитет за Срем још раније разматрао могућност пребацивања сремских партизанских у Босну, тада је одлучено да се поред попуне бригаде, која би се извршила једним батаљоном, у источну Босну упути главнина Трећег сремског одреда. Да би ова одлука била спроведена у дело, у источну Босну су послати Угљеша Даниловић и Слободан Бајић Паја, како би тамошње партијско руководство упознали са овом одлуком и добили његову сагласност.
Истовремено са доношењем одлуке о преласку у источну Босну, донета је одлука о новој реорганизацији Трећег сремског одреда, па су од дотадашња три батаљона и самосталне чете формирана четири батаљона. Први и Други батаљон, јачине 441 борац, чинили су главнину Одреда; Трећи батаљон, јачине 259 бораца, ушао је у састав Шесте источнобосанске бригаде, као њен Четврти батаљон; од бораца Босутске чете и оних бораца који нису могли издржати теже напоре, формиран је Четврти батаљон, јачине 214 бораца, са задатком да остане у Срему и чини језгро за нове партизанске јединице. Током 31. октобра и 1. новембра 1942. на Фрушкој гори је извршено груписање и припрема батаљона за њихов одлазак у источну Босну. Том приликом одржан је заједнички збор на коме је Угљеша Даниловић сремским партизанима говорио о борбама које предстоје у источној Босни. Након што је Штаб Шесте источнобосанске бригаде предузео неопходне мере за прелазак Саве, све јединице су поподне 2. новембра кренуле у правцу Босутских шума, остављајући своје болесне и рањене другове на лечењу у Срему. Дугачка колона сремских и источнобосанских партизана успела је да без борбе прође железничку пругу Загреб—Земун и ујутро 3. новембра стигне у шуму Кљештевицу, у близини Кузмина, где је преданила. Покрет је настављен увече, а мост преко Босута, такође је пређен без борбе. Ујутру су избили на Саву, у близини Сремске Раче, а у току наредне ноћи 4/5. новембра 1942. извршен је прелазак преко Саве, у близини села Бродац Доњи. Са 18 чамаца пребачено је око 1.300 партизана, као и већа количина хране.

## Борбе Трећег сремског одреда у Босни

### Борбе на Мајевици током новембра 1942.
Након преласка Саве, партизанска колона се упутила ка селу Батковић, код Бијељине, где се налазио Иса Јовановић, секретар Покрајинског комитета КПЈ за БиХ, који је истог дана одржао састанак са Штабовима Шесете источнобосанске бригаде и Трећег сремског одреда. Потом су продужили према Мајевици и селу Доња Трнова, код Угљевика, где се налазио Главни штаб НОП одреда БиХ. Како су четници, који су након одласка главнине партизанске бригаде у Срем, загосподарили Мајевицом, донета је одлука да се напре у рејону Горње и Доње Пилице разбију четничке снаге капетана Рачића, а да се потом нападну усташко-домобранска упоришта на путу Зворник—Бијељина. У то време четничке снаге у источној Босни биле су разједињене и окупљене око својих вођа Рачића, Керовића и Бижића. Рачунајући на овај сукоб, партизани су одлучили да најпре нападну снаге капетана Рачића, које су представљале ударну четничку снагу на Мајевици, сматрајући да остале четничке групе неће предузети ништа да му помогну. За напад на четнике, партизанске снаге су биле подељене у две групе — прву групу су чинили Други и Трећи батаљон Шесте источнобосанске бригаде, а другу групу Први батаљон бригаде и Други (подунавски) батаљон Трећег сремског одреда. Напад је извршен 11. новембра 1942, а након сламања четничких положаја на Пилици и Орлићу и борби код манастира Тавна, четничке снаге су се повукле према Дрини и прешле у Србију. У овој борби убијено је 17, а заробљено преко 100 четника и заплењена знатна количина ратне опреме. Партизански губитци износили су четири мртва и осам рањених бораца.
После победе над четницима, Шеста бригада и Трећи одред су преко Мезграје и Тобута стигли у Горњу Трнаву, одакле су 15. новембра 1942. извршили напад на усташко-домобранску посаду у Лопарама. Том приликом заробљено је преко 100 домобрана и жандарма, који су се након првих погинулих поколебали и предали, али и заплењен знатни ратни материјал. Истог дана немачке снаге из Тузле су кренуле ка Лопарама, али су их у заседи сачекали Први батаљон Шесте бригаде и Први (фрушкогорски) батаљон и приморали да се са оштећеним тенком врате у Тузлу. За време партизанског напада, на Други (подунавски) батаљон, који је остао у Вукосавцима ради заштите могућег напада из правца Тобута, извршиле су напад четничке снаге Керовића и Бижића, али су биле одбијене. У целокупним борбама партизани су имали шест мртвих и 17 рањених. Након пораза капетана Рачића, четничке снаге Керовића и Бижића су се спремале за офанзиву на партизане, па су у помоћ позвали четнике са Требаве, Озрена и Посавине. Према ранијем договору са Немцима, домобранске снаге су имале задатак да четнике снабдеју муницијом и омогуће име пролазак на Мајевицу. Зборно место четника били су Малешевци, где се налазио Штаб Ђуре Бижића и где се до 27. новембра окупило око 1.500 четника. Обавештени о окупљању четника у Малешевцима, Штабови Шесте бригаде и Трећег сремског одреда донели су одлуку да свим расположивим снагама униште четничке снаге, пре почетка немачко-усташке офанзиве, а своје снаге поделили су у две групе — прву групу, којом је командовао Станко Лужајић, командант Трећег одреда, сачињавали су Други (подунавски) батаљон и један батаљон Шесте бригаде, а другу групу, којом је командовао Перо Косорић, заменик команданта Шесте бригаде, сачињавали су Први (фрушкогорски) батаљон и два батаљона бригаде. Рачунајући на фактор изненађења, партизанске снаге су увече 27. новембра заобилазним путевима кренули ка Малешевцима, и у рано јутро 28. новембра 1942. изненадили четничке снаге. У жестоким борбама, које су трајале до иза поднева, четници су у потпуности били разбијени — убијено их је око 150 и заробљено око 600, док је остатак успео да побегне. У борби су погинули и сви четнички команданти, изузев Керовића, који те ноћи није био у четничком Штабу. Партизанске снаге имале су 17 погинулих и око 30 рањених, од чега је сремских борца било 10 погинулих и 7 рањених. Победа над четницима имала је велики војно-политички значај за даљи развој Народноослободилачког покрета у североисточној Босни, а посебно на Мајевици и Семберији, с обзиром да четници до краја рата на овом подручју више нису представљали значајну војну и политичку снагу.

### Немачко-усташка офанзива и прелазак у Бирач
Све до половине децембра 1942. Трећи сремски одред и Шеста источнобосанска бригада су боравили на Мајевици, која је чишћена од четника. Услед прилива нових бораца, али и знатног броја четника који су након предаје прешли у партизане, формиране су нове јединице — обновљен је Мајевички партизански одред и формиран Пети батаљон у саставу Шесте бригаде. Главнина Трећег сремског одреда — Први (фрушкогорски) и Други (подунавски) батаљон налазили су се у Ченгићу и Горњој Пилици, где су се борци из Срема тешко навикавали на велику хладноћу, оскудан начин живота и велико сиромаштво становништва. Затишје у борбама, санитетска служба Одреда искористила је за борбу против појаве тифуса, па епидемија, која се појавила, није узела озбиљније размере. Након доласка курира из Бирача, који су донели вест да Бирчански партизански одред једва одолева нападима четника са Романије, Штаб одреда и Шесте бригаде донели су одлуку да са главнином снага пређу у Бирач. Долазак јаких партизанских снага  из Срема, као и уништење четничка на Мајевици и угрожавање усташко-домобранских гарнизона, били су повод да Немци крену са планирањем офанзиве акције за чишћење Мајевице од партизана. За ову операцију формирана је борбена група „Шушник”, која је бројала око 10.000 војника — два немачка батаљона из 717. и 718. дивизије, два усташка батаљона, пет домобранских батаљона, локалне снаге Муслиманске милиције и делови Црне легије са овог терена. Како су после пораза у Малешевцима, Немци изгубили поверење у мајевичке четнике, нису их ангажовали у овој операцији, а неке од заробљених, током акције чишћења Мајевице су разоружавали и слали на принудни рад у Немачку. Немачко-усташка офанзива кренула је 15. децембра 1942. продором њихових снага из правца Босанске Раче и Бијељине, а сутрадан и из правца Тузле и Челића. Како су партизанске снаге, пре почетка офанзиве донеле одлуку да се пребаце у Бирач, повлачиле су се према југу избегавајући директна борбена дејства са непријатељским снагама. Трећи сремски и Мајевички одред су се 17. децембра прикупили у рејону села Рожањ, док је Шеста источнобосанска бригада водила борбе против усташа код Сапне. У току ноћи 17/18. децембра на Рожањску косу, која је била одређена за зборно место партизанских снага, стигли су само Шеста бригада и Мајевички одред, који су потом прешли друм Тузла—Зворник и ујутро 18. децембра стиглу у Бирач. Трећи сремски одред је у току покрета ка Рожањској коси наишао на непријатељске снаге и у борби изгубио оријентацију, па је на зборно место стигао са закашњењем. Како је остао без домаћих водича, није смео у току ноћи наставити покрет, па је Штаб одреда одлучио да овде преноће. Ујутру 18. децембра напале су их усташке снаге из Црне легије, па су се под борбом повлачили према врховима Малој и Великој Јелици. Током читавог дана вођене су жестоке борбе са усташама, а тек увече Одред је успео да продужи покрет преко Јајића, према друму Тузла—Зворник, који је прешао у зору 19. децембра и потом преко Осмака наставио према Шековићима, где се поново повезао са партизанским снагама. Повлачење партизанских снага са Мајевице у потпуности је обесмислило даље одвијање непријатељске офанзиве, а њен једини успех огледао се у томе што је Мајевица за извесно време остала без партизанских снага.

## Дејства Четвртог батаљона у Срему
Након одласка главнине партизанских снага у источну Босну, Четврти (сремски) батаљон имао је пред собом тешке задатке — да својим присуством и борбом врши сталну мобилизацију новог људства из којег ће се формирати нове партизанске јединице и да потом омогући њихово пребацивање у источну Босну, као и да својим акцијама омета и кочи непријатељски железнички и друмски саобраћај. Приликом формирања батаљон је у свом саставу имао три чете (две новоформиране и Босутску чету), које су биле распоређене по читавом Срему. Већ крајем новембра 1942, приливом нових бораца формирана је још једна чета, након чега је извршена подела терена на којима су чете деловале. Прва чета је деловала на подручју северозападног Срема (простор између Руме, Новог Сада, Илока и Шида), Друга чета је дејствовала на подручју североисточнпг Срема (простор источно од линије Рума—Нови Сад и железничке пруге Рума—Земун), Трећа чета је дејствовала на подручју југоисточног Срема (простор између железничке пруге Загреб—Земун и Рума—Шабац и даље низводно Савом до Земуна), а Четврта (босутска) чета је и даље дејствовала на свом ранијем терену у Босутским шумама.
Активност Четвртог батаљона до краја 1942. углавном је била усмерена на диверзантске нападе на немачко-усташке транспорте и рушење друмске и железничке инфраструктуре. На друмовима између Руме и Старе Пазове, Руме и Земуна и Деча и Шимановаца порушено је 17 мостова. Трећа чета је 5. децембра извршила напад на железничку станицу Бечмен—Јаково и посаду путничког воза, када су убијена тројица усташа. Борци ове чете су, у заседи између Прхова и Сремских Михаљеваца, напали чету 737. пука немачке 717. дивизије и том приликом уништили један камион и убили и ранили више немаких војника. Борци Друге чете су 22. децембра извршили напад на жандармеријску и финансијску посаду у Старим Бановцима, али како су они пружили јак отпор, напад није успео. Ипак том приликом је заплењен знатан ратни материјал и одређена свота новца. У ноћи 27/28. децембра борци Друге чете су извшили напад на посаду у Пећинцима, где се налазило 110 домобрана-легионара. У тешкој борби, која је вођена више сати убијено је пет, а рањено осам домобрана, док је чета имала губитке од два погинула и једног рањеног. Трећа чета је 28. децембра у близини Грабоваца из заседе напала и ликвидирала немачку патролу, која је ишла да спречи сељаке да секу шуму. Четврта (босутска) чета је поред других акција, напала посаду Сремске Раче и том приликом убила пет жандарма и двојицу ранила; разоружала и убила шест жандарма у Босутској шуми и убила десет усташа у близини Јамене. Посебну активност имала је диверзантска група Четвртог батаљона, која је 21. децембра на прузи између Путинаца и Голубинаца уништила једну локомотиву и 17 вагона, при чему је три дана био заустављен саобраћај; у ноћи 27/28. децембра изведена је диверзија на прузи код Сремске Митровице када је оштећена локомотива и седам вагона. У овом периоду чете Четврог батаљона су разбијале усташке органе власти и палиле општинске архиве у Белегишу, Доњим Петровцима, Војки, Крњешевцима, Малим Радинцима, Нерадину и др. Поред акција Четвртог батаљона, своју активност су развиле и месне десетине, ударне и диверзантске групе, које су постојале у већини сремских села. Оне су углавном скеле телефонско-телеграфске стубове и вршиле мање диверзије, али и ликвидирале припаднике усташких органа власти, шпијуне и шверцере.

## Командни састав Одреда и батаљона
Командни састав Штаба Трећег сремског одреда и штабова његових батаљона, од формирања Одреда, почетком септембра 1942, до његове реформе и формирања Групе војвођанских ударних батаљона и новог Трећег сремског одреда (Сремски партизански одред), 1. марта 1943, сачињавали су:
- Штаб Трећег сремског одреда
  - Командант: 
    - Станко Лужајић Милан — од формирања одреда до фебруара 1943.[ј]
    - Марко Перичин Камењар — од фебруара 1943. до марта 1943.

  - Политички комесар:
    - Лука Мркшић Миша — од формирања одреда до марта 1943.

  - Заменик команданта:
    - Срета Савић Коља — од формирања одреда до марта 1943.

  - Заменик политичког комесара:
    - Стеван Јовичић Максим — од формирања одреда до марта 1943.

  - Оперативни официр:
    - Радослав Јовић Мишко — од краја октобра 1942. до марта 1943.
- Штабови батаљона Трећег сремског одреда:

- Командант:
  - Марко Перичин Камењар — од формирања батаљона до октобра 1942.[к]
  - Милош Зекић — од краја октобра 1942. до краја јануара 1943.[л]
  - Ђорђе Бикици Ројник — од краја јануара до марта 1943.
- Политички комесар:
  - Слободан Бајић Паја — од формирања батаљона до марта 1943.
- Заменик команданта:
  - Ђорђе Бикици Ројник — од формирања батаљона до фебруара 1943.
- Заменик политичког комесара: 
  - Драган Дикић Вања — од формирања батаљона до марта 1943.

- Командант:
  - Дамјан Петковић Велики — од формирања батаљона до краја децембра 1942.[љ]
  - Марко Танурџић Шифтар — од краја децембра 1942. до марта 1943.
- Политички комесар:
  - Јован Бељански Лала — од формирања батаљона до краја октобра 1942.[м]
  - Војислав Живановић Џокеј — од краја октобра 1942. до марта 1943.
- Заменик команданта:
  - Небојша Нешић — од формирања батаљона до краја октобра 1942.
  - Димитрије Шешеринац Геџа — од краја октобра 1942. до марта 1943.
- Заменик политичког комесара: 
  - Ђорђе Бошковић Бата — од формирања батаљона до марта 1943.

- Командант:
  - Илија Богдановић Чича — од формирања батаљона до марта 1943.
- Политички комесар:
  - Бранко Пешић Бели — од формирања батаљона до децембра 1942.[н]
  - Милан Степановић Матроз — од децембра 1942. до марта 1943.
- Заменик команданта:
  - Милан Степановић Матроз — од формирања батаљона до децембра 1942.
  - Душан Вукасовић Диоген — од децембра 1942. до марта 1943.
- Заменик политичког комесара:
  - Милан Веселиновић Феђа — од формирања батаљона до децембра 1942.

- Командант:
  - Марко Перичин Камењар — од формирања батаљона, крајем октобра 1942. до фебруара 1943.
  - Петар Матић Дуле — од фебруара до марта 1943.
- Политички комесар:
  - Јован Бељански Лала — од формирања батаљона, крајем октобра 1942. до марта 1943.
- Заменик политичког комесара:
  - Никола Груловић — од формирања батаљона, крајем октобра 1942. до марта 1943.
- оперативни официр: 
  - Гаврило Механџић Војко — од формирања батаљона, крајем октобра 1942. до марта 1943.

## Народни хероји
Неки од бораца Трећег сремског партизанског одреда који су проглашени за народне хероје:
- Слободан Бајић Паја (1916—1943) политички комесар Првог (фрушкогорског) батаљона[41]
- Јован Бељански (1901—1982) политички комесар Одреда, па политички комесар Четвртог (сремског) батаљона[42]
- Душан Вукасовић (1909—1945) командир чете у Трећем (посавском) батаљону[43]
- Милош Зекић (1915—1984) командант Првог (фрушкогорског) батаљона[44]
- Милан Јешић Ибра (1914—1986) борац Првог (фрушкогорског) батаљона[45]
- Милан Корица Ковач (1919—1987) диверзат Четвртог (сремског) батаљона[46]
- Димитрије Лазаров Раша (1926—1948) борац[47]
- Анка Матић Грозда (1918—1944) борац Другог (подунавског) батаљона[48]
- Петар Матић Дуле (1920) командант Четвртог (сремског) батаљона[49]
- Влада Обрадовић Камени (1912—1944) командир Ударне чете Трећег (посавског) батаљона[50]
- Марко Перичин Камењар (1912—1982) командант Првог (фрушкогорског) батаљона, па командант Одреда[51]
- Стеван Петровић Бриле (1921—1943) диверзат Четвртог (сремског) батаљона[52]
- Сава Согић (1915—1981) борац Првог (фрушкогорског) батаљона[53]
- Јован Штоковац (1922—1992) помоћник политичког комесара Трећег (посавског) батаљона[54]